# Suzanne Bernus
Pour les articles homonymes, voir Bernus.
Suzanne Bernus, dite Suzy, née Vianès à Valence le 18 mai 1928 et morte au Mali en 1990, est une ethnologue et africaniste française.

## Biographie
Suzanne Bernus est issue d'une famille protestante originaire des Cévennes. Après l'obtention de son baccalauréat ès Lettres à Paris en 1945, elle obtient des certificats d’études supérieures en ethnologie et histoire des religions (1948), en histoire de la colonisation (1949) et en démographie (1956).
Ethnologue et africaniste, Suzy Bernus a été directrice de recherches au CNRS, et membre du laboratoire d'anthropologie sociale du Collège de France et de l’École des hautes études en sciences sociales. Elle rencontre le géographe Edmond Bernus (1929-2004) lors d'une de ses missions en Côte d'Ivoire en 1959 et l'épouse en 1960.
Elle décède dans un tragique accident de la route en 1990 au Mali, avec sa fille Ariane alors âgée de 23 ans,.

## Carrière
Elève de Griaule, de Leroi-Gourhan, et de Lévi-Strauss, devenue ethnologue très jeune à la suite d'une rencontre avec Maurice Leenhardt, Suzy Bernus part à vingt-deux ans en Guyane française comme chercheuse sous contrat (1950-1955) : elle est alors ethnologue au service des populations primitives (africaines et indiennes),. Envoyée à Madagascar (1956-1957), pour le compte de l’ORSTOM et sous la direction d’Hubert Deschamps, elle étudie les migrations internes de la grande île et notamment l’impact de ces mouvements de population dans le sud-est : le pays Antesaka. En 1959, elle rejoint Jean Rouch pour une enquête sur les migrations au Ghana. Puis, en 1960, elle intègre le centre de l’Institut français d’Afrique noire (IFAN) du Niger où ses enquêtes sur la ville de Niamey aboutissent à la rédaction de sa thèse. Elle travaille avec Edmond Bernus sur le monde touareg en réalisant une étude sur la parenté.
Par la suite, Suzanne Bernus entreprend l'étude des langues et civilisations résiduelles de l'Aïr-Azawaq en 1973. Ce programme qui comprend l’étude de  sites  archéologiques, de  salines  (Teggida-n-tesemt) et  d’une  ancienne  industrie  du  cuivre  (Azelik), est poursuivi  par  la  mise  en  place  et  l’animation  du  programme  archéologique  d’urgence  en  1976. Elle   est   en   même   temps   responsable  des  « Études  nigériennes »  (à  partir  de  1960), puis  du  Journal  de  la  Société  des  Africanistes ;  elle développe  et  ouvre  ces  publications, notamment, aux  chercheurs  africains.
Elle est l'auteure de nombreux travaux dont la liste est consultable dans le fonds privé Suzanne & Edmond BERNUS, 224 APOM/1-160 déposé aux Archives nationales d'outre-mer. Certaines publications sont également disponibles en ligne sur le portail Persée.

« Chercheur modèle, infatigable et organisatrice irremplaçable, Suzanne Bernus, tout en se dévouant avec une ferveur exemplaire à des travaux collectifs, continue à mener avec pertinence ses recherches personnelles »

— Jean Rouch, Rapport d’évaluation 1979, source CNRS cote 910025 DPAA, sous dérogation

## Travaux et publications principales
- Particularismes ethniques en milieu urbain, l'exemple de Niamey, 1969
- Du Sel et des dattes, 1972
- Henri Barth chez les Touaregs de l'Aïr, 1972
- Touaregs, 1983
- Azelik-Takadda et l'implantation sédentaire médiévale, 1991
- Les archives sonores enregistrées par Suzanne et Edmond Bernus au Niger entre 1960 et 1980 sont archivées et conservées au sein du secteur archives de la recherche/phonothèque de la Maison méditerranéenne des sciences de l'homme, Aix-en-Provence, et accessibles en ligne en fonction du règlement des questions éthiques et juridiques : http://www.calames.abes.fr/pub/ms/FileId-3793